# Nesle-Normandeuse
Nesle-Normandeuse é uma comuna francesa na região administrativa da Normandia, no departamento de Sena Marítimo. Estende-se por uma área de 9,1 km². Em 2010 a comuna tinha 531 habitantes (densidade: 58,4 hab./km²).